# Iwan Sake
Iwan Sake (13 juni 1975) is een Surinaams voetballer.

## Carrière
Iwan Sake speelde eind jaren 1990 en in de jaren 2010 als middenvelder voor SV Transvaal.
In 2000 kwam vier keer uit voor het Surinaamse voetbalelftal tijdens kwalificatiewedstrijden van het Wereldkampioenschap voetbal. Hij speelde in maart 2000 tegen Saint Lucia en twee weken later nog eens in de return en in april twee wedstrijden tegen Cuba.